# 翠华镇 (禄劝县)
翠华镇，是中华人民共和国云南省昆明市禄劝彝族苗族自治县下辖的一个镇。

## 行政区划
翠华镇下辖以下地区：
翠华村、星庄村、红石岩村、者广村、大松园村、噜姑村、纳岔村、迤途村、兆乌村、红德村、沿河村、头哨村、新民村、初途村、汤郎箐村、新华村和兴龙村。